# Joachim Giers
Joachim Giers (* 4. Juni 1911 in Berlin; † 28. November 1996 in München) war ein katholischer Sozialwissenschaftler und Moraltheologe.

## Leben
Joachim Giers studierte in Katholische Theologie und Philosophie an der Universität Breslau und empfing im Jahre 1932 das Sakrament der Priesterweihe. Er war zunächst als Kaplan in Berlin tätig, studierte dann Moraltheologie bei Theodor Müncker an der Albert-Ludwigs-Universität Freiburg. 1939 wurde er mit einer Arbeit über die Gerechtigkeitslehre des Kardinals Thomas de Vio („Thomas Cajetan“) zum „Dr. theol.“ promoviert. Von 1940 bis 1942 war er Kaplan an der St. Hedwigs-Kathedrale in Berlin, ab 1942 Kriegsdienst. Nach Kriegsende war er wiederum als Kaplan in Berlin tätig. 1955  habilitierte er sich in Freiburg mit einer Schrift über Franz Suarez.
Bereits seit 1953 als Vertretungsprofessur, erhielt er 1955 einen Ruf auf die Professur für Moraltheologie und Ethik am Philosophisch-Theologischen Seminar in Erfurt. Von 1963 bis 1979 war er als Nachfolger von Nikolaus Monzel Inhaber des Lehrstuhls für Christliche Soziallehre und Allgemeine Religionssoziologie an der Ludwig-Maximilians-Universität München.
Er war seit 1930 Mitglied der katholischen Studentenverbindung K.D.St.V. Marchia (Breslau) zu Aachen im Cartellverband (CV).

## Schriften
- Gerechtigkeit und Liebe. Die Grundpfeiler gesellschaftlicher Ordnung in der Sozialethik des Kardinals Cajetan. Düsseldorf, 1941
- Die Gerechtigkeitslehre des jungen Suarez. Freiburg im Breisgau, 1958
- Soziale Verkündigung und soziales Ethos. Hundert Jahre kirchliche Sozialverkündigung München, 1993 (ISBN 3-7698-0746-4)